# Suicide par saut
Pour les articles homonymes, voir Saut.
Vous n'êtes pas seul(e). Si vous avez des pensées suicidaires, il existe dans chaque pays des associations ou organismes d'écoute et d'aide, que vous pouvez contacter par téléphone (généralement 24/24 h, 7/7 jours, de manière anonyme). En France : 3114 ; en Belgique : 0800 32 123 ; en Suisse : 143 ; au Québec : 1-866-APPELLE (1-866-277-3553). En cas d'urgence absolue, contactez par téléphone les services de secours (police, pompiers…) de votre pays.

Une jeune femme hésitant à sauter du haut d'un immeuble à Dallas.

Un saut, dans le jargon policier et médiatique, est le fait qu'un individu se suicide en sautant depuis une hauteur (immeuble, tour, escarpement, falaise, etc). Ce mode de suicide est relativement rare. En France la fréquence se situe entre 5 et 7 %, proche de la moyenne mondiale. Il est un peu inférieur dans les pays anglo-saxons, mais peut atteindre, voire dépasser, des taux de 50 % dans des zones asiatiques urbaines (Singapour, Hong Kong) avec une forte augmentation ces dernières décennies.
Ce mode de suicide laisse peu de chance de survie et ceux qui ont survécu sont victimes de graves traumatismes et en gardent des séquelles permanentes. Le suicide par saut n'est pas tout le temps utilisé pour mettre en scène son décès, mais plus pour avoir une certitude de mourir.

## Prévention des suicides par saut
- Restriction de l'accessibilité sur certains sites
- Barrière anti-suicide : grillage, filet, écran-vitre

## Dans la culture populaire
- Un suicide par saut apparaît au début du film Les Ailes du désir de Wim Wenders (1987).
- D'autres suicides de ce type apparaissent au début de Phénomènes (2008) de M. Night Shyamalan.
- Dans le film Dos au mur, le personnage de Sam Wothington attire l'attention de la foule en se positionnant sur une balustrade.
- La falaise des Suicides, dans les îles Mariannes du Nord, est nommée ainsi en référence aux nombreux suicides de civils et militaires japonais à l'issue d'une bataille perdue pendant la Seconde Guerre mondiale.
- Le suicide qui cause le décès de la mère d'Amélie Poulain, dans Le Fabuleux Destin d'Amélie Poulain de Jean-Pierre Jeunet
- Dans le film Silent Voice, le personnage principal tente de sauter d'un pont au début du film
- Le pont des Suicidés, dans le parc des Buttes-Chaumont à Paris, est nommé en raison du nombre important de suicides commis à cet endroit